# كريستينا (مغنية)
كريستينا (بالسلوفاكية: Kristina) هي مغنية سلوفاكية، ولدت في 20 أغسطس 1987 في سفيدنيك في سلوفاكيا.

## وصلات خارجية
- الموقع الرسمي
- كريستينا على موقع IMDb (الإنجليزية)
- كريستينا على موقع ميوزك برينز (الإنجليزية)
- كريستينا على موقع أول ميوزيك (الإنجليزية)
- كريستينا على موقع ديسكوغز (الإنجليزية)
- كريستينا على موقع قاعدة بيانات الفيلم (الإنجليزية)